# Cedi (demo)
Sibride (in greco antico: Κηδοί?, Kēdoí) era un demo dell'Attica.
La sua posizione è incerta: John S. Traill ha ipotizzato che fosse nella Paralia dal luogo di ritrovamento di un suo decreto, ma in base agli epitaffi ritrovati altri pensano che fosse situato ad est dell'Imetto, forse vicino all'odierna Koropi.